# Sandnäbbmossa
Sandnäbbmossa (Rhynchostegium megapolitanum) är en bladmossart som beskrevs av W. P. Schimper in B.S.G. 1852. Sandnäbbmossa ingår i släktet näbbmossor, och familjen Brachytheciaceae. Artens livsmiljö är skogslandskap, jordbrukslandskap. Inga underarter finns listade i Catalogue of Life.